# Betty Lock
Betty Lock (verheiratete Brickwood; * 7. Mai 1921; † 1986 in London) war eine britische Sprinterin.
Bei den Leichtathletik-Europameisterschaften 1938 in Wien erreichte sie über 100 m das Halbfinale und wurde mit der britischen Mannschaft in der 4-mal-100-Meter-Staffel disqualifiziert.
Ihre persönliche Bestzeit über 100 m von 12,1 s stellte sie am 31. Juli 1938 in Amsterdam auf.